# Конзаводское сельское поселение
Конзаводское сельское поселение — муниципальное образование в Зерноградском районе Ростовской области. 
Административный центр поселения — хутор Чернышевка.

## Административное устройство
В состав Конзаводского сельского поселения входят:
- хутор Чернышевка,
- хутор Клюев,
- посёлок Красноглинский,
- посёлок Лободин,
- посёлок Новостройка,
- хутор Цветной,
- хутор Целинный.

## Население
| 2010  | 2012  | 2013  | 2014  | 2015  | 2016  | 2017  |
| ----- | ----- | ----- | ----- | ----- | ----- | ----- |
| 3252  | ↘3158 | ↘3063 | ↘2982 | ↘2929 | ↘2879 | ↘2854 |
| 2018  | 2019  | 2020  | 2021  |       |       |       |
| ↘2835 | ↘2791 | ↘2747 | ↘2701 |       |       |       |